# 布涅瓦茨语
布涅瓦茨语是塞尔维亚-克罗地亚语的一种方言，也是布涅瓦茨人的母语。2011年，塞尔维亚有6835人以这种语言为母语。在匈牙利也有人使用该语言。